# Simão Sabrosa
Simão Pedro Fonseca Sabrosa, ismertebb nevén Simão Sabrosa vagy egyszerűen Simão (Constantim, 1979. október 31. –) portugál labdarúgó csatár, szélső.

## Pályafutása

### Klubcsapatban
Simão a Sporting-ban kezdte a profi pályafutását, és az első mérkőzésen rögtön gólt szerzett, egy perccel később, miután becserélték. Három éven át maradt Lisszabonban, aztán 1999 nyarán az FC Barcelonához igazolt 15 millió euróért. Miután nem sikerült kiharcolnia az első csapatban való szereplést a spanyol klubnál, 2001-ben visszaigazolt Portugáliába 12 millió euróért, a S.L. Benfica csapatába. Gyorsan a szurkolok kedvence lett második portugáliai állomáshelyén, megkapta a csapatkapitányi karszalagot és gyakran nevezték a Benfica története egyik legjobb játékosának a hat év alatt, amit eltöltött a portugál csapatnál. A Benfica a játékos vezetésével a Portugál bajnokság egyik legjobb csapatává nőtte ki magát.
A Benficánál töltött idő alatt a szezonok végén mindig Simão lett a csapat legeredményesebb játékosa. 72 gólt szerzett 172 mérkőzésen, remek eredmény ez egy szélsőtől.
Két könyvet írt a futballról és mostanában indította a DVD-s foci tanítást a gyerekeknek, miképp játsszák a futballt.
Az Atlético Madrid 20 millió eurót fizetett a játékos szolgálataiért a Benficának, így a portugál szélső 2007 nyarától az Atlético Madrid játékosa lett. A tárgyalások során még megegyezett a két klub két portugál Atlético Madrid játékos átigazolási áráról, azonban egyelőre még nem tart a portugál klub igényt Zé Castro és Costinha szolgálataira.
2012-ben aláírt a török Beşiktaş J.K.-hoz.

### A válogatottban
Simão válogatott pályafutását U17-es Európa-bajnokságon kezdődött 1996-ban. A következő évben már a 18 éven aluliak között játszott. 19 évesen, 1998-ban mutatkozott be a portugál U21-es válogatottban, de sokáig nem kellett várnia a felnőtt válogatottba kerülésért. 1998. november 18-án a két gólt szerző Rui Costa helyére állt be csereként, Portugália – Izrael mérkőzésen, amit 2-0-ra nyertek a portugálok.
Simão sérülés miatt nem vett részt a 2002-es labdarúgó világbajnokságon, de a 2004-es hazai rendezésű Európa-bajnokságon már jelen volt, amikor Portugália a második helyen végzett. A legfigyelemreméltóbb mérkőzését Anglia ellen játszotta az Eb-n a negyeddöntőben. A második félidőben csereként állt be és ő készítette elő az egyenlítő gólt, mellyel Portugáliának sikerült elérnie a hosszabbítást. Simão a büntetőpárbajban belőtte a tizenegyesét és ezzel továbbjutáshoz segítette a portugálokat. A döntőben kikaptak Görögország válogatottjától, melyben új csapattársa, Seitaridis is szerepelt.
A 2006-os világbajnokságon Mexikó ellen a 24. percben értékesített egy büntetőt. A mérkőzést Portugália nyerte 2-1-re. Később Július 1-jén a negyeddöntőben Anglia ellen a büntetőpárbajban Simão újabb büntetőt értékesített és ezzel 3-1-re megnyerték a párharcot.

## Sikerei, díjai
- Portugál Szuperliga (2005, SL Benfica)
- Portugál Szuperkupa (2005, SL Benfica)
- Portugál Kupa (2004, SL Benfica)
- U17-es Európa-bajnokság (1996, Portugália)
- Az év portugál labdarúgója 2007
- Európa-liga győztes: 2009-10
- Spanyol kupagyőztes: 2009-10
- UEFA-szuperkupa-győztes:  2010
- Török kupagyőztes: 2011-12

## Kapcsolódó hivatkozások
- Simão Sabrosa (angol nyelven). national-football-teams.com. [2018. február 9-i dátummal az eredetiből archiválva]. (Hozzáférés: 2018. január 31.)
- Simão Sabrosa (angol nyelven). FIFA.cim. [2018. február 1-i dátummal az eredetiből archiválva]. (Hozzáférés: 2018. január 31.)